# 헨리 윌슨
헨리 윌슨(Henry Wilson, 본명: Jeremiah Jones Colbath, 1812년 2월 16일 ~ 1875년 11월 22일)은 미국의 제18대 부통령 (1873년 ~ 1875년)이었다.

## 어린 시절
뉴햄프셔주 파밍턴에서 윈스롭 콜바스 주니어와 애버게일 위덤 사이에서 태어나 10세때 농부로서 일하기 시작하였고 후에 자신의 이름을 "헨리 윌슨"으로 바꾸었다.
1833년 윌슨은 매사추세츠주 내틱으로 이주하여 구두를 만드는 기술을 배웠다. 더불어 그는 스태퍼드, 울프보러와 콩코드 아카데미로부터 소정의 교육을 받았으나 졸업은 하지 않았다.
이어서 그는 작은 규모의 구두 제조업체를 설립하였고, 또한 학교에서 교사를 맡기도 하였다. 후에 노예제에 관한 토론을 접하고 워싱턴 D. C.로 여행을 가서 노예 경매를 목격한 윌슨은 그들의 해방을 위해 자신의 일생을 헌신하기로 결심하였다.

## 경력
후에 윌슨은 1840년 미국 대통령 선거가 열린 동안 연사로서 주의를 끌어들였다. 이어진 해 그는 휘그당원으로서 매사추세츠주 입법부로 선출되어 1852년까지 근무하였다.
이 시간 동안 그는 또한 주립군의 쇠퇴를 관측하여 시민군에 입대하였다. 이어서 그는 대령의 계급으로 올라갔고 1846년 자신이 1852년까지 복무한 수용력으로 매사추세츠 시민군 3여단의 사령관으로서 준장으로 임명되었다.
1848년부터 1851년까지 윌슨은 보스턴 리퍼블릭 신문의 편집자를 지냈다. 또한 이 시기 동안 그는 노예제에 관한 문제에 휘그당의 불확실성에 화가 나 자유토지당의 형성에 공헌하였다.
1852년 그는 의회를 위한 후보로서 비성공적이었고, 이어진 해 윌슨은 매사추세츠주지사를 위하여 비성공적으로 출마하였다. 1853년 그는 주의 헌법 회의에 대표단으로 지냈다.
1854년 그는 무지당에 입당하였고 이어진 해 자유토지당, 무지당과 민주당원들의 연정에 의하여 연방 상원으로 선출되었다. 윌슨은 몇년 후에 새롭게 결성된 공화당으로 전향하였다.
공화당원으로서 그는 3번이나 연방 상원으로 재선 (1859년, 1865년, 1971년)되어 1873년까지 매사추세츠주 연방 상원을 지냈다. 1861년부터 1873년까지 그는 또한 군사 상원 위원회의 의장으로서 일하기도 했다.
상원을 지낸 동안 윌슨은 공화당의 급진파 일원이 되어 해방 노예들을 위한 권리를 위하여 옹초하였다. 남북 전쟁이 일어난 동안 1861년 그는 매사추세츠 지원 보병 22 연대를 키워 잠시 사령관을 맡았다.
1872년 윌슨은 크레디트 모빌리어 스캔들 조사에서 부패 혐의들 아래 상원의 문의에 의하여 무죄가 선언되었다. 이어서 그는 율리시스 S. 그랜트 대통령과 공화당 공천 후보에 부통령으로서 지명되어 선출되었다.
1873년 3월 윌슨은 미국의 부통령으로 취임되어 1875년 자신의 사망까지 직무에 남아있었다.

## 주요 업적
윌슨은 노예제 폐지운동의 강한 옹호자였으며 남북 전쟁이 일어난 동안 연방 상원을 지낸 동안 그는 노예 주인들의 단체와 그들의 정치적 제휴들의 파괴를 촉구하였다. 급진파 공화당원으로서 그는 재건 시대 동안 해방 노예들의 권리들을 보호하는 연방 법률들을 지지하였다.
윌슨은 미국에서 전시와 재건 시대에 몇몇의 책을 저서하였다. 그의 가장 유명한 작품들 중의 하나는 1872년과 1877년 사이에 3권으로 출판된 "〈미국에서 노예 권력에 관한 상승과 하락의 역사〉"였다.

## 개인 생활과 유산
1840년 윌슨은 학교에서 자신의 학생들 중의 하나였던 해리엇 맬비나 호우와 결혼하였다. 부부는 해리엇 여사의 1870년 사망까지 30년동안 함께 남아있었다.
1873년 윌슨은 심각한 뇌졸중을 겪어 부분적으로 마비가 되었으나 다음 몇년의 세월에 자신의 임무들을 수행한 것에 활동적으로 남아있었다.
워싱턴 D. C.에서 미국 국회의사당에 일한 동안 또다른 뇌졸중을 겪은 그는 1875년 11월 25일 63세의 나이로 사망하여 매사추세츠주 내틱에 있는 올드델파크 묘지에 안치되었다.

## 같이 보기
- 마틴 딜레이니

## 역대 선거 결과
| 선거명        | 직책명                          | 대수 | 정당       | 1차 득표율 | 1차 득표수 (선거인단) | 2차 득표율 | 2차 득표수 | 결과 | 당락                       |
| ------------- | ------------------------------- | ---- | ---------- | ---------- | --------------------- | ---------- | ---------- | ---- | -------------------------- |
| 1852년 선거   | 하원의원 (매사추세츠 제8선거구) | 33대 | 자유토지당 | 28.38%     | 3,614표               | 44.96%     | 4,319표    | 2위  | 낙선                       |
| 1853년 선거   | 매사추세츠 주지사               | 21대 | 자유토지당 | 22.51%     | 29,020표              |            |            | 3위  | 낙선                       |
| 1854년 선거   | 매사추세츠 주지사               | 22대 | 자유토지당 | 4.98%      | 6,483표               |            |            | 4위  | 낙선                       |
| 1855년 재선거 | 상원의원 (매사추세츠 제2부)     | 33대 | 미국당     | 62.81%     | 255표                 |            |            | 1위  | 매사추세츠주 상원의원 당선 |
| 1858년 선거   | 상원의원 (매사추세츠 제2부)     | 35대 | 공화당     | 100.00%    | 1표                   |            |            | 1위  | 매사추세츠주 상원의원 당선 |
| 1864년 선거   | 상원의원 (매사추세츠 제2부)     | 38대 | 공화당     | 100.00%    | 1표                   |            |            | 1위  | 매사추세츠주 상원의원 당선 |
| 1870년 선거   | 상원의원 (매사추세츠 제2부)     | 41대 | 공화당     | 100.00%    | 1표                   |            |            | 1위  | 매사추세츠주 상원의원 당선 |
| 1872년 선거   | 미국의 부통령                   | 18대 | 공화당     | 55.72%     | 3,598,235표 (286명)   |            |            | 1위  | 미국의 부통령 당선         |